# Gary Goldman (Filmproduzent)
Gary Wayne Goldman (* 17. November 1944 in Oakland, Kalifornien) ist ein US-amerikanischer Filmproduzent, Regisseur, Drehbuchautor und Animator. Bei vielen seiner Projekte arbeitet er mit Don Bluth zusammen.

## Leben
Goldman wuchs im kalifornischen Watsonville auf. Er zeigte früh ein Interesse für den Modellbau und das Zeichnen. Nach Abschluss der Schule diente er in United States Air Force als Techniker. Er studierte Kunst am Cabrillo College und der University of Hawaii, wo er 1971 einen Bachelor of Fine Arts erhielt.
Er begann seine Karriere 1972 als Animator bei Disney. In seinen ersten beiden Jahren bei Disney war er Inbetweener und Assistent Animator bei Frank Thomas und arbeitete unter anderem am Film Robin Hood. Später lernte er Don Bluth kennen, mit dem er in den folgenden Jahren zahlreiche Projekte bei Disney umsetzen sollte.
Bald arbeiteten Goldman, Bluth und der Animator John Pomeroy auch an ersten eigenen Projekten. Als erste Arbeit entstand 1979 der Kurzfilm Banjo, das Katzenkind, der mit mehreren Preisen ausgezeichnet wurde. Im gleichen Jahr kündigten sie mit weiteren acht Mitarbeitern bei Disney, um sich unter dem Label Don Bluth Productions künftig voll auf eigene Projekte konzentrieren zu können.
Ihr nächster Film Mrs. Brisby und das Geheimnis von NIMH wurde bei den Saturn-Award-Verleihung 1983 als Bester Animationsfilm ausgezeichnet. 1983 produzierte das Team die Animationen für das interaktive Filmspiel Dragon’s Lair, das Goldman auch mitproduzierte. Für die beiden Nachfolger des Spiels fungierte Goldman ebenfalls als Produzent. Durch den Wegfall eines Vertriebspartners geriet Don Bluths Unternehmen in finanzielle Schwierigkeiten und konnte erst nach mit der Unterstützung von Morris Sullivan den Bankrott abwenden. Ab 1985 firmierte das Unternehmen als Sullivan Bluth Studios. Das Unternehmen und alle 87 Mitarbeiter, darunter Goldman, Bluth und Pomeroy zogen mit ihren Familien auf Anregung von Sullivan nach Irland um, um von den dortigen Steuervorteilen zu profitieren.
Ihr nächster Langfilm In einem Land vor unserer Zeit war ihre erste komplett in Irland entstandene Produktion. Bis 1994 entstanden zahlreiche weitere Filme. Der im Jahr 2000 produzierte Langfilm Titan A.E. entwickelte sich jedoch zum größten Flops der Fox Animation Studios, die das Projekt an Goldman und Bluth herangetragen hatten. Bei Kosten von 75 Millionen Dollar spielte der Film weltweit nur 36,7 Millionen Dollar ein. Der Misserfolg führte letztlich zur Schließung der Zeichentrickabteilung von Fox.
Goldman und Bluth wandten sich daraufhin verstärkt der Videospielbranche zu. Seit dem Jahr 2008 verfolgen beide die Idee eines Dragon’s-Lair-Films. Anfang 2016 konnten beide über eine Crowdfunding-Kampagne mehr als 650.000 US-Dollar einsammeln.
Goldman ist Mitglied der Academy of Motion Picture Arts and Sciences.
Aus seiner 1968 geschlossenen ersten Ehe gingen zwei Söhne hervor. Seit 1988 ist er in zweiter Ehe verheiratet.

## Filmografie (Auswahl)
Animator
- 1974: Winnie Puuh und Tigger dazu (Winnie the Pooh and Tigger too, Kurzfilm)
- 1977: Bernard und Bianca – Die Mäusepolizei (The Rescuers)
- 1977: Elliot, das Schmunzelmonster (Pete’s Dragon)
- 1981: Cap und Capper (The Fox and the Hound)
- 1982: Mrs. Brisby und das Geheimnis von NIMH (The Secret of NIMH)

Drehbuchmitarbeit
- 1974: Winnie Puuh und Tigger dazu (Winnie the Pooh and Tigger too, Kurzfilm)
- 1982: Mrs. Brisby und das Geheimnis von NIMH (The Secret of NIMH)
- 1989: Charlie – Alle Hunde kommen in den Himmel (All Dogs Go to Heaven)
- 1991: Rock a Doodle (Rock-a-Doodle)
- 1994: Der Zaubertroll (A Troll in Central Park)

Regie
- 1989: Charlie – Alle Hunde kommen in den Himmel (All Dogs Go to Heaven)
- 1991: Rock a Doodle (Rock-a-Doodle)
- 1994: Däumeline (Thumbelina)
- 1994: Der Zaubertroll (A Troll in Central Park)
- 1995: Hubi, der Pinguin (Hubi, der Pinguin)
- 1997: Anastasia
- 1999: Bartok der Großartige (Bartok the Magnificent)
- 2000: Titan A.E.
- 2009: Gift of the Hoopoe (Kurzfilm)

Produktion
- 1979: Banjo, das Katzenkind (Banjo the Woodpile Cat)
- 1982: Mrs. Brisby und das Geheimnis von NIMH (The Secret of NIMH)
- 1986: Feivel, der Mauswanderer (An American Tail)
- 1988: In einem Land vor unserer Zeit (The Land Before Time)
- 1989: Charlie – Alle Hunde kommen in den Himmel (All Dogs Go to Heaven)
- 1991: Rock a Doodle (Rock-a-Doodle)
- 1994: Däumeline (Thumbelina)
- 1995: Hubi, der Pinguin (Hubi, der Pinguin)
- 1997: Anastasia
- 1999: Bartok der Großartige (Bartok the Magnificent)
- 2000: Titan A.E.

## Computerspiele
- 1983: Dragon’s Lair (Produzent, Animator)
- 1984: Space Ace
- 1991: Dragon’s Lair II: Time Warp (Produzent)
- 2002: Dragon’s Lair 3D: Return to the Lair (Produzent, Sprecher)
- 2003: I-Ninja (Producer Cinematics)